# جائزة تركيا الكبرى 2010
جائزة تركيا الكبرى 2010 هو سباق فورمولا 1 أقيم بتاريخ 30 مايو 2010 في إسطنبول، تركيا. كان السابع من أصل 19 في بطولة العالم لسباقات الفورمولا واحد موسم 2010. حلّ البريطاني لويس هاملتون أولا بينما جاء البريطاني جنسن باتون في المركز الثاني وحصل على المركز الثالث الأسترالي مارك ويبر.

## الترتيب النهائي
| +/–     | الترتيب | السائق         | النقاط |
| ------- | ------- | -------------- | ------ |
|         | 1       | مارك ويبر      | 93     |
| 2       | 2       | جنسن باتون     | 88     |
| 4       | 3       | لويس هاملتون   | 84     |
| 1       | 4       | فرناندو ألونسو | 79     |
| 3       | 5       | سباستيان فيتل  | 78     |
| المصدر: |         |                |        |